# Hamadoun Ibrahima Issébéré
Œuvres principales
- Vertiges et Horizons (poésie, 1973)
- La Souche en fleurs (1974) 
  - Clameurs d'antan et Soleil présents (1976)
  - Les Boutures du soleil (1981)

Compléments
- Représentant de la jeunesse malienne auprès du Mouvement Panafricain de la Jeunesse en Algérie
- Ambassadeur du Mali en Guinée Conakry en l'an 2000.

Hamadoun Ibrahima Issébéré,né vers la fin des années 40 dans le petit village d'Asskabara au Mali,est un poète, homme politique et diplomate malien.

## Biographie

### Formation
Hamadoun Ibrahim Issébéré commence sa scolarité dans une médersa. Il étudie ensuite à l’école française jusqu’à l’obtention de son certificat d’études primaires. Il continue par la suite ses études au collège moderne de Mopti, qui deviendra le lycée Hammadoun Dicko de Sévaré de 1960-1964.
Compte-tenu de son vif intérêt pour les études et de sa passion pour les lettres, il étudie dans ce sens au lycée Askia-Mohamed et décroche son baccalauréat en 1967. Il poursuit ses études à l’ENSUP (École normale supérieure de Bamako) et obtient un diplôme de lettres modernes en 1971,.

### Carrière
Il commence sa carrière professionnelle en tant qu’enseignant de français au lycée de Banankoro et dispense des cours à l’École Normale Technique d’Enseignement Féminin (ENTEF) et au lycée de Ségou jusque vers 1977. Il occupe les fonctions de directeur de l’Institut National des Arts de Bamako (I.N.A) en 1977. Il se lance dans la politique et devient membre du bureau national des jeunes de l’U.D.P.M. (Union démocratique du peuple malien), un parti politique sous la houlette de l’ancien président malien Moussa Traoré. Il est élu représentant des jeunes au sein de la commission d’organisation du premier congrès du parti. Issebere se caractérise au travers de ses idéologies anti-conformistes, qui contribuent énormément à sa nomination au poste de représentant de la jeunesse malienne auprès du Mouvement Panafricain de la Jeunesse qui siégeait à Alger, au bout de vingt ans environ. Au cours de son séjour à Alger, Issebere voyage à travers le monde en raison des missions qu’on lui confie et rencontre des gens de renom[Qui ?].
Il est auteur des Boutures du soleil publié en 1981 par les éditions Saint-Germain-des-Prés.

## Distinctions
- Grand prix de l'ACCT pour Les Boutures du soleil